# Standfussia standfussi
Standfussia standfussi är en fjärilsart som beskrevs av Maximilian Ferdinand Wocke 1851. Standfussia standfussi ingår i släktet Standfussia och familjen säckspinnare. Inga underarter finns listade i Catalogue of Life.